# Brodie Chapman
Brodie Chapman (* 9. April 1991 in Bentleigh East, Victoria) ist eine australische Radrennfahrerin.

## Sportlicher Werdegang

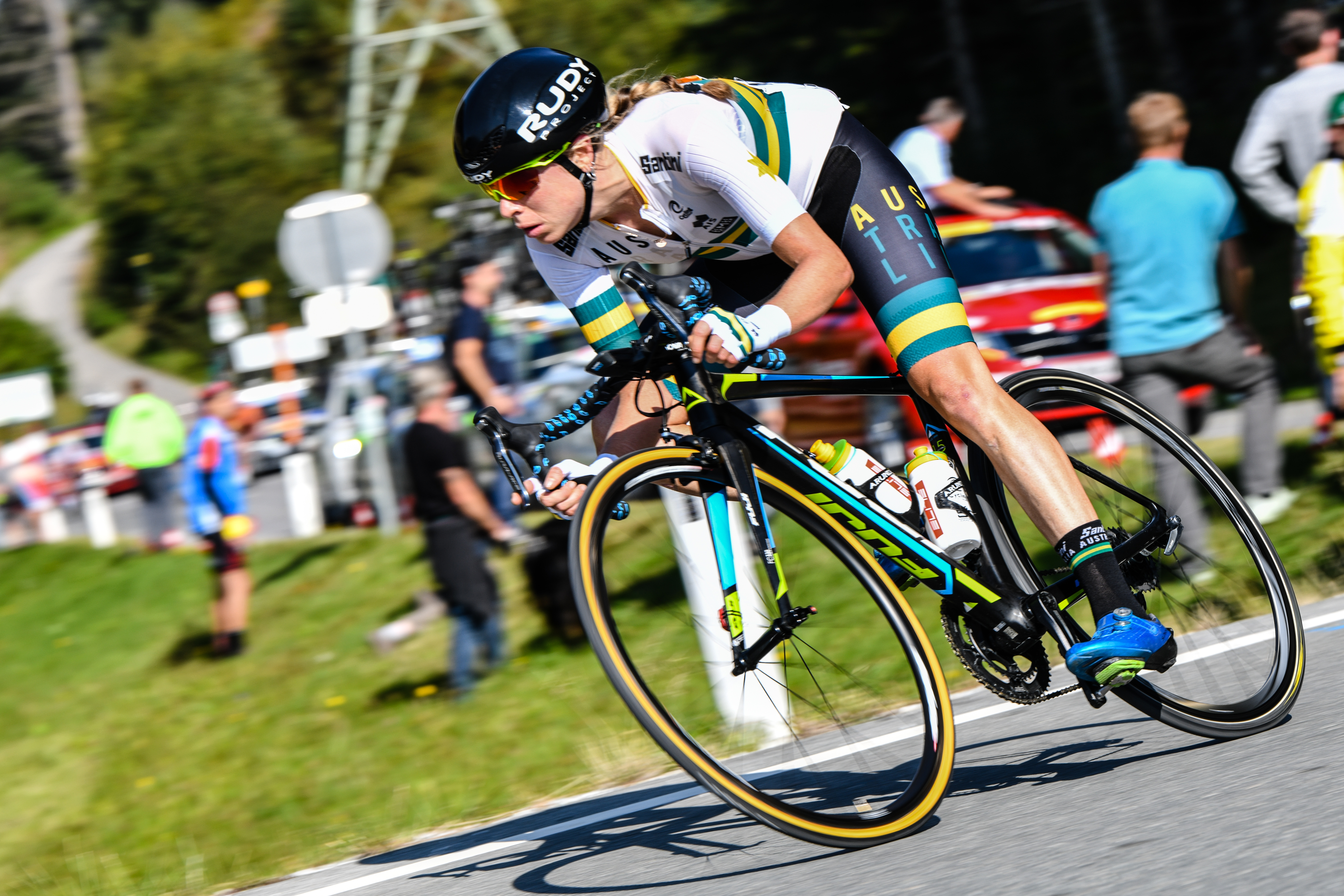
Chapman beim WM-Straßenrennen 2018

Brodie Chapman wuchs in Mount Glorious auf, einer kleinen Ansiedlung im Hinterland von Brisbane, wo sie Downhill-Mountainbikes fuhr. Sie arbeitete als Fahrradkurierin und machte eine Ausbildung zur Zweiradmechanikerin. Sie schloss ein Psychologiestudium an der University of Queensland ab. 2013 wurde sie als Australian-Football-Spielerin für die Australian University Games ausgewählt. Nach einer Rippenverletzung entschied sie sich aber für den Radsport. Während eines Universitätsaustauschs nach Berlin arbeitete sie in einem Fahrradgeschäft und ihre Kollegen nahmen sie mit auf eine Ausfahrt mit dem Rennrad: „Ich glaube, das war der Samen.“
Chapman erlitt mehrfach verletzungsbedingte Rückschläge, nachdem sie zweimal von Autos angefahren worden war. 2018 nahm sie als „Unbekannte“ an den nationalen Meisterschaften im Straßenrennen teil und wurde Sechste. Anschließend wurde ihr von Nationaltrainer Bradley McGee angeboten, bei der ersten Herald Sun Tour der Frauen mitzufahren, die sie gewann. Noch im selben Jahr erhielt sie beim Team TIBCO-Silicon Valley Bank ihren ersten Profivertrag, wurde Fünfte bei der Tour of California und vertrat Australien bei den Weltmeisterschaften.
Seitdem hat Chapman die Tour of the Gila in den USA gewonnen, war die erste Siegerin des Gravel and Tar Classic in Neuseeland sowie des Race Torquay in Victoria. Bei den Commonwealth Games 2022 belegte sie Straßenrennen Platz 35. Im Januar 2023 wurde sie australische Straßenmeisterin. In der Saison 2024 gewann sie mit dem Team das Mannschaftszeitfahren zum Auftakt der Vuelta Femenina. Bei den Weltmeisterschaften wurde sie Weltmeisterin mit der Mixed-Staffel. Ihre besten Einzelergebnisse im Jahr 2024 waren ein zweiter Etappenplatz und der dritte Gesamtrang bei der Thüringen Ladies Tour. 
Zur Saison 2025 wechselte Chapman zum UAE Team ADQ.

## Diverses
Brodie Chapman ernährt sich seit 2008 vegan.

## Erfolge
2018
- eine Etappe, Berg- und Gesamtwertung Herald Sun Tour

2019
- zwei Etappen, Berg- und Gesamtwertung Tour of the Gila
- Gravel and Tar La Femme
- eine Etappe Tour de Feminin – O cenu Českého Švýcarska

2020
- Race Torquay

2022
- Grand Prix de Chambéry

2023
- Australische Meisterin – Straßenrennen

2024
- Weltmeisterin – Mixed-Staffel

2025
- Bergwertung Setmana Valenciana
- eine Etappe Tour Féminin International des Pyrénées